# Carlo Angelo Bianco
Carlo Angelo Bianco, conte di Saint-Jorioz (Barge, 10 aprile 1795 – Bruxelles, 9 maggio 1843), è stato un patriota italiano.

## Biografia
Nacque a Barge (Cuneo) nel 1795 da Giovanni Battista, conte di Saint-Jorioz e sindaco di Torino, e Paola Giuseppina Peyretti di Condove.
Luogotenente dell'esercito sabaudo nonché affiliato alla Carboneria, fu uno dei cospiratori dei moti del 1821 in Piemonte. Dopo la sconfitta degli insorti a Novara fu condannato a morte, ma fuggì in Spagna, ove appoggiò il regime costituzionale retto da Rafael del Riego e Antonio Quiroga.
Dopo la disastrosa battaglia del Trocadero (1823) e la successiva esecuzione di del Riego Bianco fu imprigionato a Malaga.
Liberato dopo alcuni anni, ritornò all'attività di carbonaio, spostandosi in Grecia, Francia e a Malta. A Malta pubblicò Della guerra d'insurrezione nazionale per le bande applicata all'Italia nel 1830.
Nel 1831 divenne agente di Giuseppe Mazzini e assunse un ruolo di rilievo in quanto organizzatore di molte azioni sovversive carbonare. Nel 1834 lo colse un provvedimento di espulsione dalla Svizzera, ove si trovava in quel momento, e fu costretto a trasferirsi a Bruxelles, dove trascorse i suoi ultimi anni.